# George Owen
Pour les articles homonymes, voir Owen.
Temple de la renommée américain : 1973
George Owen (né le 2 décembre 1901 à Hamilton, dans la province de l'Ontario au Canada - mort le 4 mars 1986 à Milton dans le Massachusetts (États-Unis)) est un joueur professionnel canadien de hockey sur glace.

## Carrière de joueur
Il joue au hockey et au football américain quelques saisons avant d'entreprendre une carrière professionnelle avec les Bruins de Boston. Il fait ses débuts dans la Ligue nationale de hockey en 1928 et y joue seulement cinq saisons, toutes avec les Bruins. Au cours de sa carrière, il remporte la Coupe Stanley en 1929 et est capitaine de son équipe lors de la saison 1931-1932.
Il est membre depuis 1973 du Temple de la renommée du hockey américain ainsi que du College Football Hall of Fame depuis 1983.

## Statistiques
| Saison     | Équipe                 | Ligue      |     | Saison régulière | Saison régulière | Saison régulière | Saison régulière | Saison régulière |   | Séries éliminatoires | Séries éliminatoires | Séries éliminatoires | Séries éliminatoires | Séries éliminatoires |
| Saison     | Équipe                 | Ligue      | PJ  | B                | A                | Pts              | Pun              | PJ               | B | A                    | Pts                  | Pun                  |                      |                      |
| 1918-1919  | Newton High School     | HS         |     |                  |                  |                  |                  |                  |   |                      |                      |                      |                      |                      |
| 1919-1920  | Crimson d'Harvard      | Ivy League |     |                  |                  |                  |                  |                  |   |                      |                      |                      |                      |                      |
| 1920-1921  | Crimson d'Harvard      | Ivy League | 11  | 10               | 0                | 10               | -                | -                | - | -                    | -                    | -                    |                      |                      |
| 1921-1922  | Crimson d'Harvard      | Ivy League |     |                  |                  |                  |                  |                  |   |                      |                      |                      |                      |                      |
| 1922-1923  | Crimson d'Harvard      | Ivy League |     |                  |                  |                  |                  |                  |   |                      |                      |                      |                      |                      |
| 1923-1924  | Boston A.A. Unicorns   | USAHA      | 12  | 10               | 0                | 10               | -                | -                | - | -                    | -                    | -                    |                      |                      |
| 1924-1925  | Crimson d'Harvard      | Ivy League |     |                  |                  |                  |                  |                  |   |                      |                      |                      |                      |                      |
| 1925-1926  | Boston A.A. Unicorns   | USAHA      | -   | -                | -                | -                | -                | 2                | 0 | 2                    | 2                    | -                    |                      |                      |
| 1926-1927  | Boston University Club | MBHL       |     |                  |                  |                  |                  |                  |   |                      |                      |                      |                      |                      |
| 1927-1928  | Boston University Club | MBHL       |     |                  |                  |                  |                  |                  |   |                      |                      |                      |                      |                      |
| 1928-1929  | Bruins de Boston       | LNH        | 26  | 5                | 4                | 9                | 48               | 5                | 0 | 0                    | 0                    | 0                    |                      |                      |
| 1929-1930  | Bruins de Boston       | LNH        | 42  | 9                | 4                | 13               | 31               | 6                | 0 | 2                    | 2                    | 6                    |                      |                      |
| 1930-1931  | Bruins de Boston       | LNH        | 37  | 12               | 13               | 25               | 33               | 5                | 2 | 3                    | 5                    | 13                   |                      |                      |
| 1931-1932  | Bruins de Boston       | LNH        | 45  | 12               | 10               | 22               | 29               | -                | - | -                    | -                    | -                    |                      |                      |
| 1932-1933  | Bruins de Boston       | LNH        | 42  | 6                | 2                | 8                | 10               | 5                | 0 | 0                    | 0                    | 6                    |                      |                      |
| Totaux LNH | Totaux LNH             | Totaux LNH | 192 | 44               | 33               | 77               | 151              | 21               | 2 | 5                    | 7                    | 25                   |                      |                      |